# Ruppeliana glaucomaculata
Ruppeliana glaucomaculata är en insektsart som beskrevs av Ernst Friedrich Germar 1821. Ruppeliana glaucomaculata ingår i släktet Ruppeliana och familjen dvärgstritar. Inga underarter finns listade i Catalogue of Life.